# Žlutá žurnalistika

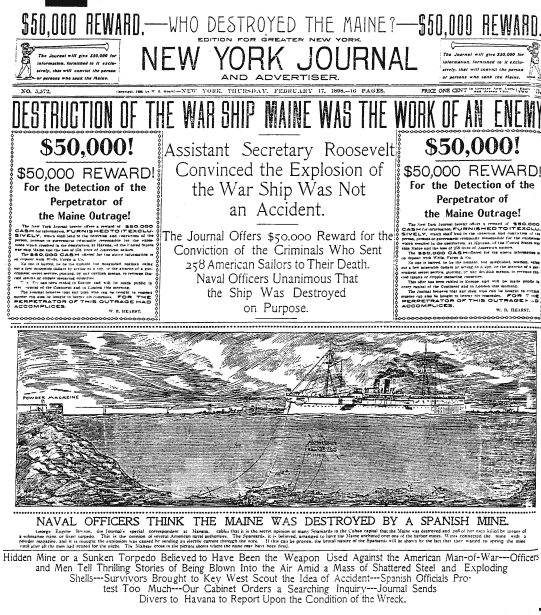
Hearstův New York Journal, typický reprezentant žluté žurnalistiky

Žlutá žurnalistika (anglicky yellow press) je jedno z označení pro bulvární tisk a nepříliš etické novinářské postupy. Žlutou žurnalistiku charakterizuje orientace na senzace, skandály a zločin. Žlutá žurnalistika, včetně fake news, se vyskytuje již několik století.
Označení se používá především v anglosaském světě. Vzniklo na konci 19. století v souvislosti s komiksem Yellow Kid, který původně vycházel v deníku Josepha Pulitzera New York World. Výroba žluté barvy v novinách (i barev obecně) byla tehdy velice obtížná a nákladná, a tak se komiks stal velmi populárním. Ještě více ho proslavilo, když kreslíře komiksu Richarda Outcaulta přeplatil Pulitzerův hlavní konkurent, vydavatel bulvárního deníku New York Journal William Randolph Hearst, a seriál o „žlutém klukovi“ začal vycházet u něj. Pulitzer proti němu nasadil komiks Red Kid (Červený kluk), ale ten si již takovou oblibu nezískal. Kvůli vzájemnému soupeření nabýval obsah novin i na senzacechtivosti.